# 日本興運
日本興運株式会社（にっぽんこううん）は、愛媛県四国中央市三島紙屋町に本社を置く海運会社。カミ商事のグループ会社。

## 事業所
- 本社 - 愛媛県四国中央市三島紙屋町6番45号
- 東京支店（川崎物流センター） - 神奈川県川崎市川崎区東扇島16-4
- 大阪支店（南港物流センター） - 大阪府大阪市住之江区南港中7-2-67
- 鳥取支店 - 鳥取県鳥取市千代水4丁目60番
- 栃木営業所 - 栃木県佐野市船越町2356
- 名古屋営業所 - 愛知県小牧市元町2丁目185
- 広島営業所 - 広島県東広島市八本松飯田2丁目3番13号
- 九州支店 - 福岡市博多区上牟田二丁目9番26号 カミ商事九州支店内

## 沿革
- 1957年 - 会社設立。
- 1969年 - 広島営業所を開設。
- 1970年 - 本社上屋2棟完成。
- 1976年 - 名古屋営業所を開設。
- 1980年 - 鳥取営業所を開設。
- 1981年 - 川崎港に倉庫新設、東京支店を開設。
- 1986年 - 大阪南港に倉庫新設、大阪支店を開設。寒川物流センター開設、倉庫新設。
- 1993年 - 栃木営業所を開設。
- 1993年 - 寒川物流センターを増築。
- 1997年 - 寒川紙加工場新設。
- 2000年 - 韓国航路開設。
- 2012年 - 九州営業所を開設。
- 2013年 - 中央物流センター完成(愛媛県四国中央市金子地区)。
- 2017年 - 東京支店川崎物流センター2号倉庫完成。
- 2021年 - 四国中央市港湾庁舎老朽化に伴う移転のため、本社オフィス新港湾庁舎内に移転。